# إبراهام ويزلي إيغر
إبراهام ويزلي إيغر (بالإنجليزية: Abraham Wesley Eager)‏ هو مهندس معماري أمريكي، ولد في 1864، وتوفي في 1930.